# Nòvacèla
Novacelles és un municipi francès situat al departament del Puèi Domat i a la regió d'Alvèrnia-Roine-Alps. L'any 2007 tenia 151 habitants.

## Demografia

### Població
El 2007 la població de fet de Novacelles era de 151 persones. Hi havia 68 famílies de les quals 28 eren unipersonals (20 homes vivint sols i 8 dones vivint soles), 20 parelles sense fills, 12 parelles amb fills i 8 famílies monoparentals amb fills.
La població ha evolucionat segons el següent gràfic:
Habitants censats

### Habitatges
El 2007 hi havia 151 habitatges, 70 eren l'habitatge principal de la família, 64 eren segones residències i 17 estaven desocupats. Tots els 151 habitatges eren cases. Dels 70 habitatges principals, 65 estaven ocupats pels seus propietaris, 3 estaven llogats i ocupats pels llogaters i 2 estaven cedits a títol gratuït; 5 tenien dues cambres, 16 en tenien tres, 14 en tenien quatre i 35 en tenien cinc o més. 37 habitatges disposaven pel capbaix d'una plaça de pàrquing. A 32 habitatges hi havia un automòbil i a 23 n'hi havia dos o més.

### Piràmide de població
La piràmide de població per edats i sexe el 2009 era:
| Homes | Edats   | Dones |
| ----- | ------- | ----- |
| 0     | 95 o +  | 0     |
| 0     | 90 a 94 | 0     |
| 0     | 85 a 89 | 4     |
| 4     | 80 a 84 | 0     |
| 4     | 75 a 79 | 4     |
| 8     | 70 a 74 | 20    |
| 4     | 65 a 69 | 12    |
| 4     | 60 a 64 | 8     |
| 0     | 55 a 59 | 0     |
| 8     | 50 a 54 | 12    |
| 4     | 45 a 49 | 4     |
| 8     | 40 a 44 | 4     |
| 4     | 35 a 39 | 0     |
| 4     | 30 a 34 | 0     |
| 4     | 25 a 29 | 0     |
| 0     | 20 a 24 | 4     |
| 0     | 15 a 19 | 4     |
| 0     | 10 a 14 | 0     |
| 0     | 5 a 9   | 0     |
| 0     | 0 a 4   | 0     |

## Economia
El 2007 la població en edat de treballar era de 82 persones, 60 eren actives i 22 eren inactives. De les 60 persones actives 59 estaven ocupades (34 homes i 25 dones) i 1 aturada (1 dona i 1 dona). De les 22 persones inactives 7 estaven jubilades, 5 estaven estudiant i 10 estaven classificades com a «altres inactius».

### Ingressos
El 2009 a Novacelles hi havia 66 unitats fiscals que integraven 150 persones, la mediana anual d'ingressos fiscals per persona era de 11.011 €.

### Activitats econòmiques
Dels 4 establiments que hi havia el 2007, 1 era d'una empresa de fabricació d'altres productes industrials i 3 d'empreses de construcció.
Els 3 serveis als particulars que hi havia el 2009 eren paletes.
L'any 2000 a Novacelles hi havia 21 explotacions agrícoles que ocupaven un total de 795 hectàrees.

## Poblacions més properes
El següent diagrama mostra les poblacions més properes.